# Claude Grégory
Claude Grégory, Geburtsname Claude Zalta, (* 8. Januar 1921 in Joinville-le-Pont, Département Seine-et-Marne; † 24. April 2010 in Banon, Département Alpes-de-Haute-Provence) war ein französischer Journalist, Verlagsleiter des Club français du livre und Gründer der Encyclopædia Universalis.

## Leben
Claude Zaltas Vater war Arzt. In den 1940er Jahren nahm Claude Zalta ein Hochschulstudium auf. Er versuchte sich parallel an den Fächern Pharmazie, Mathematik, Philosophie und Literatur. Mit dem Ausbruch des Zweiten Weltkrieges zerschlugen sich seine Studienpläne. Um dem obligatorischen Arbeitsdienst zu entgehen, schloss er sich 1943 der Résistance an und nannte sich von nun an Claude Grégory.
Er wurde verhaftet und zum Tode verurteilt, konnte jedoch fliehen. Der Schauspieler Francis Blanche, sein Schulkamerad, verhalf ihm nach seiner Flucht zu einem Versteck. Nach dem Krieg wurden die beiden Männer Schwäger, da sie jeweils eine von zwei Schwestern heirateten.
1944 trat er der Tageszeitung Ce Soir bei, als Theater- und Literaturkritiker an der Seite von Louis Aragon. In jener Zeit war er ein Anhänger der kommunistischen Gedankenwelt. Er freundete sich mit dem Soziologen Edgar Morin an; diese Freundschaft hatte sein ganzes Leben lang Bestand. 1949 jedoch brach er mit der kommunistischen Partei Frankreichs. Er arbeitet zunächst als Radiojournalist, bevor er 1952 eine Anstellung beim Club français du livre fand. Dort stieg er zunächst zum Lektoratsdirektor und schließlich zum Generaldirektor auf.
Unter seiner Leitung wurden unter anderem die Gesamtwerke von Diderot, Victor Hugo, und Shakespeare herausgegeben, aber auch zeitgenössische Werke wie beispielsweise Les Gommes von Alain Robbe-Grillet.
1964 initiierte Claude Grégory die Encyclopædia Universalis, als Kooperationsprojekt zwischen dem Club français du livre und der Encyclopædia Britannica. Den Schwerpunkt dieses Projekts legte er auf inhaltliche Tiefe: „Wir wollen nicht erschöpfend, sondern selektiv sein. Wir geben nicht vor, eine Bilanz des erreichten Wissens aufzustellen, sondern wollen die Punkte festhalten, von denen aus das Wissen unserer Tage fortschreitet.“ Der erste Band dieser damals neuartigen und originellen Enzyklopädie erschien 1968.
Grégory erwartete von seinen Autoren Engagement bei der Auseinandersetzung mit ihren Themen. In bestimmten Fällen wies eine besondere typographische Auszeichnung auf kontroverse Debatten hin. Ein weiteres Arbeitsprinzip war die interdisziplinäre redaktionelle Bearbeitung. Er selbst beteiligte sich an der inhaltlichen Arbeit durch die Konzeption des dreibändigen Thesaurus und des einbändigen Organum, in dem Zusammenhänge zwischen Wissensfeldern in grafischer Form dargestellt sind. Ferner verfasste er, leidenschaftlicher Kenner des Buddhismus und der chinesischen Philosophie, die beiden Artikel Zen und Pensée chinoise.
1976 zog er sich aus der verlegerischen Arbeit in den Ruhestand nach Banon in den Alpen der Provence zurück.

## Hinweise und Einzelnachweise
1. ↑  directeur littéraire
2. ↑  « Nous ne cherchons pas à être exhaustifs, mais sélectifs. Nous ne prétendons pas établir un bilan des connaissances acquises, mais repérer les point à partir desquels aujourd’hui le savoir progresse. » Le Monde, 11. Mai 2010, S. 25.
3. ↑  Chinesische Gedankenwelt